# Agave stricta
Espèce
Classification phylogénétique
Agave stricta est une espèce végétale de la famille des Agavaceae, originaire du Mexique.